# Finite-Streifen-Methode
Die Finite-Streifen-Methode (FSM), engl. finite strip method, ist ein numerisches Berechnungsverfahren, das eine vereinfachte Form der Finite-Elemente-Methode (FEM) darstellt.
Die FSM ist anwendbar auf Probleme, deren Geometrie und Materialeigenschaften sich in einer oder mehreren Richtungen nicht verändern. Das können z. B. Platten sein, aber auch Scheiben, Schalen oder Profile. Dann ist das Berechnungsgebiet in gleichartige, miteinander verbundene Streifen (Elemente) aufteilbar (diskretisierbar).
Erstmals wurde die Finite-Streifen-Methode 1968 von Y. K. Cheung veröffentlicht, der mit ihr die statische Biegung von Platten berechnete.

## Beispiel
Die Finite-Streifen-Methode kann auf Beul- und Stabilitätsprobleme der linearen Elastizitätstheorie angewandt werden. Die Platten oder Profile können mit Aussteifungen in Längs- oder Querrichtung versehen sein. Sie können auch auf Federn gelagert sein. Als Belastung können Längs- und Quernormalkräfte sowie Schubkräfte auftreten. 